# Für Elise

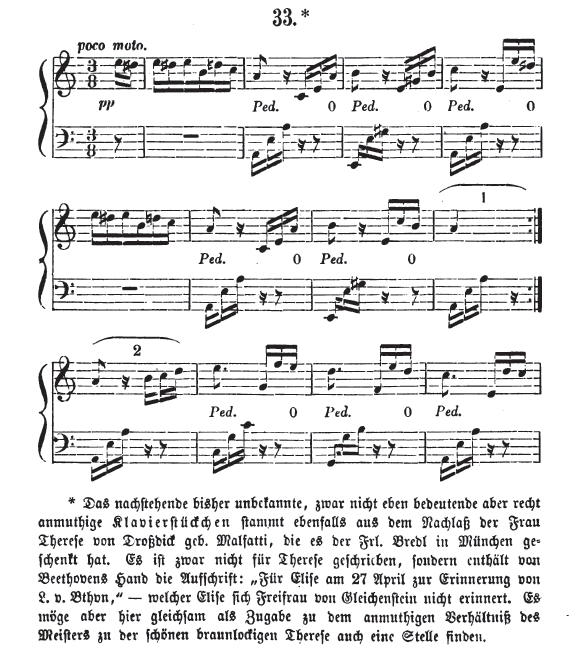
Der Beginn von Für Elise in der kommentierten Erstausgabe von Ludwig Nohl, 1867

Für Elise ist das Klavierstück a-Moll WoO (Werk ohne Opuszahl) 59 von Ludwig van Beethoven aus dem Jahre 1810. Der gängige Titel stammt von dem verschollenen Autograph, das laut Ludwig Nohl die Aufschrift trug: „Für Elise am 27 April zur Erinnerung von L. v. Bthvn“. Die fehlende Jahreszahl lässt sich durch das Skizzenblatt BH 116 im Beethoven-Haus erschließen.
Das kurze, rondoartige Stück gehört zu den berühmtesten Werken Beethovens. Es hat die Form A–B–A–C–A.

## Entstehungsgeschichte

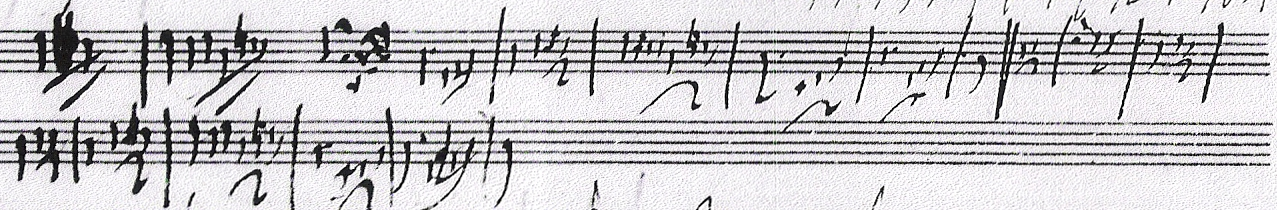
Erste Skizze zur Hauptmelodie von WoO 59 (Für Elise), 1808, Ausschnitt aus Mus. ms. autograph. Beethoven Landsberg 10

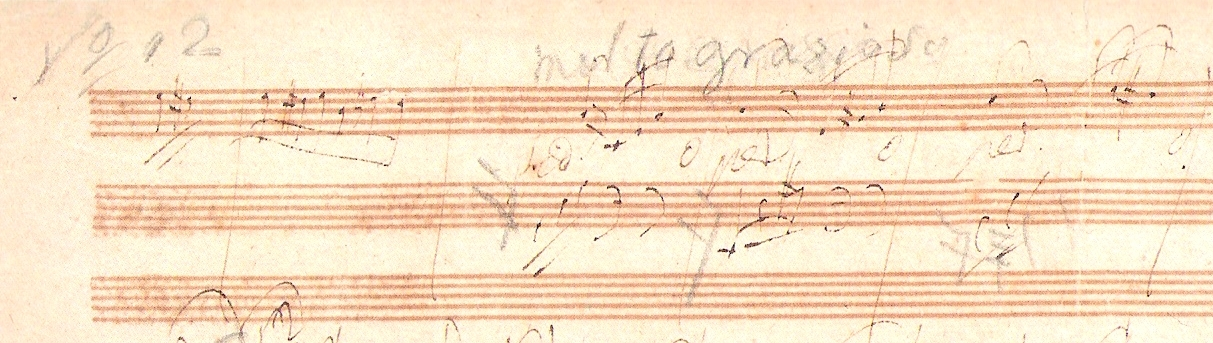
Ineinander geschriebene Skizzen zu WoO 59, BH 116 (Ausschnitt). Tinte: 1810, Bleistift: 1822

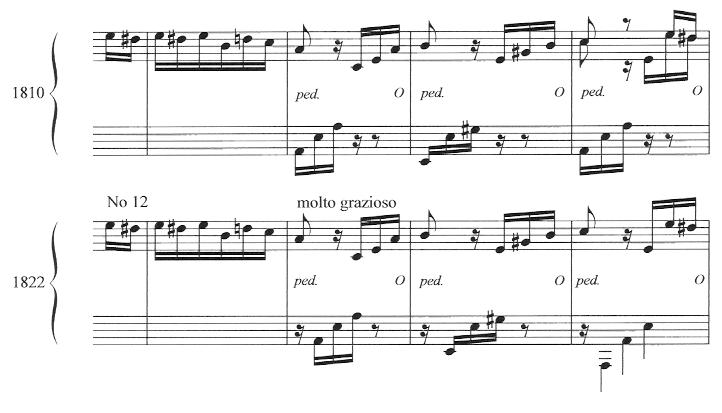
Derselbe Ausschnitt transkribiert und dabei entflochten

Zu dem Stück sind drei Quellen überliefert, anhand derer sich vier Arbeitsstadien erkennen lassen.
- 1808 entwarf Beethoven die Hauptmelodie in einem Skizzenbuch zur Pastorale.[3] Das Notat findet sich auf Seite 149, Zeilen 6 und 7. Diese Seite wurde später herausgelöst und befindet sich heute unter der Signatur Mus. ms. autograph. Beethoven Landsberg 10 in der Staatsbibliothek zu Berlin. Es handelt sich um eine einstimmige, sechzehntaktige Melodie, die sich besonders bei den Auftakten des Mittelteiles und bei den Schlusswendungen der Takte 7 und 15 sowie durch das Fehlen des zweitaktigen Orgelpunktes auf E von späteren Fassungen unterscheidet.[4]
- 1810 entstand in zwei Arbeitsphasen ein umfangreicher Entwurf des gesamten Stücks,[5] der heute im Beethoven-Haus unter der Signatur BH 116 verwahrt wird.[6] Das Doppelblatt enthält auch Skizzen zur Egmont-Musik op. 84, die am 15. Juni 1810 zur Uraufführung gelangte, sowie zum Marsch WoO 19, den Beethoven am 3. August 1810 beendete. Das Blatt ist also auf Frühjahr 1810 zu datieren.[4]
- Dieser Entwurf war wahrscheinlich die Grundlage für das am 27. April 1810 entstandene und heute verschollene Autograph mit der Widmung, das 1867 erstmals durch Ludwig Nohl veröffentlicht wurde.[7] Nohls Publikation bildet bis heute die Grundlage für fast alle Veröffentlichungen des Stücks.
- BH 116 enthält noch eine 1822 erfolgte Bearbeitung. Sie entstand offenbar zu einer Zeit, als Beethoven das Autograph, das er seinerzeit der Widmungsempfängerin geschenkt hatte, nicht mehr vorlag, und hatte vermutlich das Ziel, das Klavierstück in eine für eine Veröffentlichung taugliche Fassung zu bringen. Es sollte als № 12 den Schluss eines Zyklus von Bagatellen bilden. Bei der Überarbeitung überschrieb Beethoven das Klavierstück mit molto grazioso. Er verschob die Begleitfiguren des A-Teils in der linken Hand um ein Sechzehntel nach rechts und entlastete dabei den Taktanfang. Außerdem führte er die Begleitfigur teilweise in eine tiefere Lage und weitete damit den Klang aus.[8] Im Teil B kehrte Beethoven zu einer melodisch und rhythmisch komplizierteren, 1810 verworfenen Fassung zurück. Den vermutlichen Gesamtaufbau des Klavierstückes ließ er nicht völlig unangetastet und fügte vier bisher ungenutzte Takte als Überleitung zum Teil B ein. Vier 1822 notierte Einleitungstakte, die zum A-Teil passen, strich er dagegen wieder.[9] Bei der Anweisung für die Reprise des letztmals wiederkehrenden Teiles A schrieb er una corda vor, was sich auf diesen Teil selbst beziehen kann oder nur auf den neu entworfenen, dreitaktigen, wahrscheinlich akkordisch gedachten, aber nur einstimmig notierten Schluss.[10] Eine vollständige Fassung als Resultat der Bearbeitung von 1822 stellte Beethoven nicht her.[11]

Der verhältnismäßig lange Entstehungsprozess und seine verschiedenen Stadien (1808–1810 und 1822) zeigen, dass Für Elise kein Gelegenheitswerk ist, sondern von Beethoven selbst als gewichtige Komposition begriffen wurde.

## Musikalische Merkmale
Das Grundgerüst des poco moto (ital. etwas bewegt) überschriebenen Klavierstückes bilden drei periodische Teile, die mit improvisatorisch wirkenden Zwischenspielen aufgelockert und miteinander verbunden werden und die rondoartige Form A–B–A–C–A ergeben.
Der pianissimo zu spielende A-Teil in a-Moll weist einige Besonderheiten auf, die ihn über eine simple Periodik hinausheben. Der chromatische Auftakt mit seinem kreisenden Halbtonschritt e’’–dis’’ wird durch seine spielerische Ausweitung im Zwischenspiel zum Erkennungsmerkmal des Stückes, das auch die weiteren, unterschiedlich gestalteten Zwischenspiele bestimmt. Die Verschränkung der Hauptmelodie mit der akkordischen Begleitung ist typisch für einen genuin instrumental erfundenen Klaviersatz, bei dem nicht sicher zwischen Melodie und Begleitung unterschieden werden kann. Auch die metrischen Verhältnisse sind zu Beginn unklar. Die Aufteilung der Sechzehntelnoten auf die beiden Hände des Spielers suggeriert statt des 3/8-Taktes einen 6/16-Takt. Die gegenüber dem Erstentwurf häufig auftretenden 3-16tel-Auftaktbildungen unterstützen die latent hemiolische Wirkung.
Teil B wird im Auftakt durch die drei aufwärts führenden Töne der zweiten Stimme und deren Gegenbewegung in der Unterstimme mit Teil A motivisch verbunden. Dem folgen eine von F-Dur nach C-Dur modulierende Melodie und ein von C-Dur zur Haupttonart a-Moll zurückführender Teil mit 32tel-Noten, der auch von dem aufwärts führenden 3-16tel-Motiv mit Gegenbewegung bestimmt wird.
Teil C wirkt durch seinen fünftaktigen Orgelpunkt wie eine Coda, die jedoch nach einer Rückung in die Tonart des Neapolitaners zum a-Moll eines Zwischenspiels überleitet. Dieses durchgehend im Pedal gehaltene Zwischenspiel in 16tel-Triolen bringt zunächst dreimal pianissimo aufwärtsführend den aufgelösten Tonikadreiklang von a-Moll und anschließend eine chromatische Tonleiter abwärts, die lückenlos in die Auftaktfigur des abschließenden A-Teils mündet. Außer in diesem Zwischenspiel wird Pedal nur im Hauptteil A vorgeschrieben. Beide tragen zudem die Lautstärkenbezeichnung pp.
Insgesamt ist die kompositorische Handschrift typisch für den „mittleren Beethoven“, bei dem generell ein Hang zu verschiedensten Wiederholungsmustern in Form und Motivik zu erkennen ist.

## Theorien zur Widmungsempfängerin
Ludwig Nohl, der damals in München lebte, entdeckte das Stück 1865 bei der dortigen Lehrerin Barbara („Babette“) Bredl (1792–1880), der Mutter des Pianisten und Komponisten Rudolph Schachner (1816–1896), des Hausfreunds und Erben der Musikalien von Therese Malfatti. Es war offensichtlich über Schachner dorthin gelangt. Nohl fertigte eine Abschrift des Autographs an, das zunächst bei Babette Bredl verblieb und schon bald nach Nohls Entdeckung verschollen ging. Die Abschrift enthielt eine Art Vollmacht, die bei der ersten separaten Veröffentlichung (1870) zum Abdruck gelangte: „Das vorstehende Klavierstückchen habe ich Herrn Prof. Dr. Nohl hier nach Beethovens eigenhändige[m] Originalmanuscript copiren lassen und gestatte ihm jedwede Verwendung und Publicirung desselben. München 14. July 1865. Babeth Bredl.“ Kurze Zeit darauf erschien in der Fachpresse eine Meldung über den Fund.
Im Kommentar zur Erstveröffentlichung von 1867 schrieb Nohl, das Klavierstück sei „nicht für Therese [Malfatti] geschrieben“, sondern trage von Beethovens Hand die Widmung: „Für Elise am 27 April zur Erinnerung von L. v. Bthvn“. Er konnte die Identität der Widmungsträgerin nicht ermitteln, was zu Forschungen und Spekulationen Anlass gab.
Der Musikwissenschaftler Albrecht Riethmüller vertrat die Ansicht, nicht die Widmung sei das Rätsel des Stückes, sondern sein Erfolg. Auch mit einem zweifelsfreien Nachweis der Widmungsträgerin sei nichts für das Stück und vor allem für seine eminente Wirkung gewonnen, auf die es musikalisch und musikgeschichtlich ankomme.

### Therese Malfatti

Beethovens Schreibweise des Namens „Therese“ in seinem Brief an Therese Malfatti vom Mai 1810.

1923 bezweifelte der Beethoven-Forscher Max Unger den Titel mit der Widmung, da es nach seiner Meinung zur fraglichen Zeit keine Frau namens „Elise“ in Beethovens Leben gab: „Wer das Leben des Meisters etwas genauer kennt, dem fallen nur zwei Beethovenfreundinnen des Vornamens Elise ein: Die musikalische Tochter des Bremer Domkantors Wilhelm Christian Müller, die sich in ihrer Heimat seit 1807 für Beethovens Klavierwerke tatkräftig einsetzte, und Elise von der Recke. Aber keine von beiden kommt als Bewidmete in Betracht: Die Freundin Tiedges lernte den Tondichter erst 1811 in Teplitz kennen, und die Beziehungen Elise Müllers zum Tondichter datieren aus noch späterer Zeit.“ Daraus folgerte Unger, dass Nohl den Namen auf dem Autograph falsch transkribierte und das Stück in Wahrheit die Widmung „Für Therese“ trug. Beethoven beabsichtigte 1810, Therese Malfatti zu heiraten. Die Heirat kam jedoch nicht zustande. Therese Malfatti war tatsächlich längere Zeit im Besitz des Autographs. Bereits Nohl, der das Stück entdeckte, hatte allerdings ausdrücklich bemerkt, es sei „nicht für Therese geschrieben“.

### Elisabeth Röckel

Beethovens Schreibweise des Namens „Elisa“ in seinem Brief an Elisa von der Recke vom 11. Oktober 1811. Ähnlich könnte die Widmung „Für Elise“ in Beethovens Schrift ausgesehen haben.

Hauptthema mit dem unterlegten Namen E-L-I-S-E.

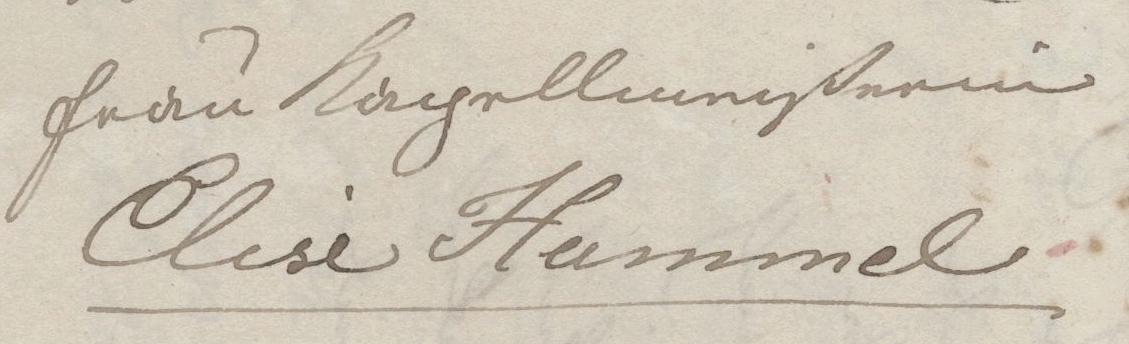
Anna Milder-Hauptmann, Brief an „Elise Hummel“ geb. Röckel, 1830 (Auszug) – Düsseldorf, Goethe-Museum

Eine zweite These zur Widmungsempfängerin stellte 2010 der Musikwissenschaftler Klaus Martin Kopitz auf und ergänzte sie 2015 und 2020 mit zusätzlichen Aspekten. Er wies darauf hin, dass es in Beethovens Leben durchaus eine Frau namens „Elise“ gab: die aus Neunburg vorm Wald stammende, damals 17-jährige Sängerin Elisabeth Röckel, mit der er in den Jahren 1808 bis 1814 eng befreundet gewesen sei. Sie wurde 1813 die Frau von Johann Nepomuk Hummel. Kopitz führt an:
- Es sei unwahrscheinlich, dass ein ausgewiesener Beethoven-Forscher wie Nohl einen Namen wie „Therese“ versehentlich als „Elise“ entzifferte, zumal er direkt betonte, das Stück sei „nicht für Therese geschrieben“.[21] Anhand von Schriftproben Beethovens lässt sich belegen, dass eine Verwechslung beider Namen praktisch unmöglich ist. Das verdeutlichte 2014 auch Jürgen May.[22]
- Johannes Quack meinte entdeckt zu haben, Beethoven habe das Anfangsmotiv aus den drei Tonbuchstaben des Namens E-L-I-S-E gebildet, wobei er das S (E♭) enharmonisch als D♯ vertauschte. Dies deute ebenfalls darauf, dass die Widmung „Für Elise“ korrekt sei.[23]
- Elisabeth Röckel, die ursprünglich auf die Namen „Maria Eva“ getauft wurde und sich später – nach ihrer Mutter – „Elisabeth“ nannte, war offensichtlich auch unter dem damaligen Modenamen „Elise“ bekannt. Das belegt ein Brief ihrer Freundin, der Sängerin Anna Milder-Hauptmann,[24] die im fraglichen Zeitraum auch mit Beethoven eng befreundet war. Im Konskriptionsbogen des Theaters an der Wien, in dem Elisabeth in der Dienstwohnung ihres Bruders Joseph August Röckel wohnte, wurde sie bereits 1805 als „Elis. [!] Rökel“ bezeichnet. 1814, bei der Taufe ihres Sohnes Eduard, sei sie als „Maria Eva Elise“ registriert worden.[25]
- Mehrere Zeitgenossen geben an, dass der Komponist die Sängerin sogar heiraten wollte, und „dass Beethoven seine Zurückweisung durch Elisabeth Röckel schwer empfunden habe“, wie es in einem Nekrolog (1883) heißt. Als sie ihn kurz vor seinem Tod noch einmal besuchte, erfuhr jedoch sein Sekretär Anton Schindler von ihr selbst, „welch’ tiefe Wurzeln ihre einstige Liebe zu Beeth. geschlagen u noch immer in ihr lebe.“[26]
- Im April 1810 entschied sie sich, ein Engagement am Theater in Bamberg anzunehmen, so dass das Albumblatt tatsächlich „zur Erinnerung“ für sie entstanden sein könnte.[27]
- Später habe sie das Albumblatt womöglich Therese Malfatti geborgt, was erklären würde, warum es in deren Nachlass gelangte.[28]

Dass Elisabeth Röckel sich selbst „Elise“ nannte und daher die Widmungsempfängerin gewesen sein könnte, bezweifelte der Wiener Musikwissenschaftler Michael Lorenz 2011 in einem durch ein Postskript von 2013 erweiterten Aufsatz, in dem er einige Wiener Archivquellen untersuchte und feststellte, dass Elisabeth Röckel nur anlässlich der Taufe ihres ersten Sohnes als „Elise“ bezeichnet wurde. In einer amtlichen Abschrift des Taufbuchs sei sie hingegen als „Mar. Eva Elisabeth“ verzeichnet worden. Bei ihrer Trauung mit Hummel (1813) wurde sie als „Maria Eva“ geführt, ebenso unterzeichnete sie einen Brief an die Wiener Tonkünstler-Sozietät (1837). Nach dem Tode ihres Vaters (1827) erscheint sie in der „Sperr-Relation“ des Wiener Magistrats als „Elisabeth verh. Hummel“, nach dem Tod ihrer Mutter (1840) als „Eva“. Einen Brief habe sie als „Betty“ (Kurzform von „Elisabeth“) unterzeichnet (1817). Wie Lorenz zwar gleichfalls bemerkt, „wurde im Wien des Vormärz zwischen den Namen Elisabeth und Elise nicht mehr unterschieden, sie waren austauschbar und quasi identisch“, doch reiche ein Vorname und die Bekanntschaft mit Beethoven für eine Identifikation als Beethovens Elise nicht aus; vielmehr stehe und falle die Identifikation der Person mit ihrer direkten Verbindung zu dem verlorengegangenen Autographen.
Ein wichtiger Einwand gegen die These, Elisabeth Röckel sei Beethovens Elise gewesen, ist, dass Klaus Martin Kopitz nicht stichhaltig erklären kann, wie das Autograph des Albumblatts von Elisabeth Hummel zu Babette Bredl in München gelangt sein soll.

### Elisabet Barensfeld
Eine dritte These stellte 2012 die kanadische Musikforscherin Rita Steblin auf, wonach die aus Regensburg stammende Sängerin Elise Barensfeld die Widmungsempfängerin gewesen sein könnte. Es ist jedoch nicht belegbar, dass diese zum Bekanntenkreis des Komponisten gehörte.

### Elise Schachner
2013 präsentierte Michael Lorenz eine vierte These, die auch Jürgen May für denkbar hält. Demnach könnte erst der spätere Besitzer Rudolph Schachner die Widmung angebracht haben – für seine Frau Elise (geb. Wendling) oder seine Tochter, die gleichfalls Elise hieß.
Dagegen spricht allerdings, dass Ludwig Nohl ausdrücklich erklärte, der gesamte Zusatz inklusive der Widmung auf dem Autograph stamme „von Beethovens Hand“.

## Ausgaben (Auswahl)
- 1867 publizierte Ludwig Nohl das „recht anmuthige Klavierstückchen“ erstmals in seinem Buch Neue Briefe Beethovens. Er gab an, er habe Beethovens Autograph als Vorlage gehabt.[39] Unterschiede gegenüber BH 116 gehen vermutlich auf das verschollene Autograph zurück. Dazu gehört beispielsweise im Takt 7, in der rechten Hand, die zweite Note e'; dagegen findet sich d' an den Parallelstellen in den Takten 21, 44, 58, 88 und 102. Dass Nohl eng an der Vorlage blieb, lässt sich an der Behalsung, der Balkung, der Akzidentiensetzung und der Uneinheitlichkeit von Artikulation und Pedalisierung sowie an den lückenhaften dynamischen Bezeichnungen erkennen.
- 1870, im Jahr von Beethovens 100. Geburtstag, wurde das Stück erstmals separat unter dem Titel Für Elise durch den Leipziger Verlag C. F. Kahnt veröffentlicht.[40] Die Ausgabe enthält den Abdruck der oben erwähnten Vollmacht von Babette Bredl.[41]
- 1888 gelangte der Nohl’sche Notentext, kritisch hinterfragt und in Kleinigkeiten verändert, als Clavierstück in a-Moll in den Supplementband der Gesamtausgabe der Werke Beethovens.[42]
- Etwa ab 1890 folgten Ausgaben verschiedener Verlage und Herausgeber, die großteils praktisch ausgerichtet waren. Nohls Notentext beziehungsweise der Notentext der Gesamtausgabe wurde mit Anweisungen zur Metronomisierung, Dynamik, Artikulation, Phrasierung, einem Fingersatz sowie mit einer Angleichung von Parallelstellen aufbereitet. Als Für Elise oder manchmal auch Albumblatt für Elise wurde das Klavierstück durch diese Ausgaben allgemein bekannt.
- 1976 veröffentlichte Otto von Irmer eine Urtext-Ausgabe, in der er sich nach BH 116 richtete und daher beispielsweise zahlreiche Pedalangaben früherer Ausgaben nicht übernahm. Im Takt 7 und in allen ihm entsprechenden Takten wählte er für die Melodie der rechten Hand aus BH 116 den Ton d′ statt des bei Nohl stehenden e′. Irmers Ausgabe wird durch hinzugefügte Fingersätze auch praktischen Anforderungen gerecht[43]
- 1991 erstellte auch Barry Cooper eine Fassung auf der Grundlage von BH 116.[44] Er verwendete die von Beethoven 1822 vorgesehene Überleitung zu Teil B (Ü1) und trennte den Teil C in zwei selbstständige Teile, indem er Teil A dazwischenschob und die von Beethoven auf BH 116, Seite 1, rechts unten verworfenen Takte als weitere Überleitung (Ü2) verwendete. Cooper selbst bezeichnete das dreiteilige A als ABA und kam auf folgenden Formverlauf: ABA–Ü1–C–ABA–D–Ü2–ABA–E–ABA–Schlusstakte.
- 2002 versah Sieghard Brandenburg seine kritische Ausgabe mit dem Faksimile der Handschrift BH 116, einer Skizzentranskription und einem Kommentar. Sie entspricht im Formverlauf der Nohl’schen Erstausgabe.[45]

## Einspielungen
- Von Alfred Brendel, Richard Clayderman, Emil Gilels, Wilhelm Kempff, Michael Krücker, Valentina Lisitsa, Anatol Ugorski und vielen anderen.
- Auf vielen Klassik- und Klaviersamplern, oft mit Romantik, Träumerei und ähnlichem im Titel.

## Bearbeitungen in der Pop-Musik
- Caterina Valente & Silvio Francesco: Rote Rosen werden blüh’n (1959)
- Shocking Blue, Broken Heart (auf dem Album Attila, 1972)
- Alice: Per Elisa (1981)
- Accept: Metal Heart, Teil des Solos (1985)
- Nas: I Can, Rapversion (auf dem Album God’s Son, 2002)
- Tenacious D: Classico (auf dem Album The Pick of Destiny, 2006). Zu diesem knapp eine Minute langen Rock-Stück für Gesang und Akustik-Gitarre gibt es einen Videoclip im Zeichentrickstil.
- Drauf & Dran: Elise auf der Kirmis (Single, 2012)
- Saint Motel: For Elise, (auf dem Album Saintmotelevision, 2016), kurzes Zitat des Themenkopfes.
- Cherry Bullet (체리블렛): Hands Up (무릎을 탁 치고), (1. digitale Single 2020), Verwendung des Themenkopfs.
- 1Satzleiter: Für Elise (auf dem Album Eskalation, 2020)
- AK Ausserkontrolle: Für die Diebe, Rapversion (auf dem Album  A.S.S.N. 2, 2020)
- Leony: No More Second Chances (2021)
- Bodo Wartke: (Ich tue alles) Für Elise (2023) Adaption des berühmtem Klavierstücks mit eigenem Text.

## Verwendung als Filmmusik
- Küss mich, Dummkopf von Billy Wilder, 1964
- Der Gehetzte der Sierra Madre von Sergio Sollima, 1966
- Letzte Grüße von Onkel Joe von Bryan Forbes, 1966
- Rosemaries Baby von Roman Polański, 1968
- Tod in Venedig von Luchino Visconti, 1971
- Un genio, due compari, un pollo von Ennio Morricone (Cavalcata … Per Elise), 1975
- Derrick, Folge 28: „Pecko“, 1976
- Luzie, der Schrecken der Straße von Jindřich Polák und Ota Hofman, 1980
- Verdammt, die Zombies kommen von Dan O’Bannon, 1985
- Bill & Teds verrückte Reise durch die Zeit von Stephen Herek, 1989
- James Bond 007 – Lizenz zum Töten von John Glen, 1989
- Fearless – Jenseits der Angst von Peter Weir, 1993
- Ludwig van B. – Meine unsterbliche Geliebte von Bernard Rose, 1994
- The War at Home von Emilio Estevez, 1996
- The Butcher Boy von Neil Jordan, 1997
- Patch Adams von Tom Shadyac, 1998
- Schuldig – Ein mörderischer Auftrag von Anthony Waller, 1999
- My Life So Far von Hugh Hudson, 1999
- The Safety of Objects von Rose Troche, 2001
- Elephant von Gus Van Sant, 2003
- Street Style (You Got Served) von Chris Stokes, 2004
- Inglourious Basterds von Quentin Tarantino, 2009
- Dream House von Jim Sheridan, 2011
- Django Unchained von Quentin Tarantino, 2012
- Für Elise von Wolfgang Dinslage, 2012
- Fliegende Liebende von Pedro Almodóvar, 2013
- Nymphomaniac von Lars von Trier, 2013
- The Walk von Robert Zemeckis, 2015
- Sisters von Jason Moore, 2015

## Verwendung alsChoon-Paan-Musik
In Sri Lanka wird seit den 2000er Jahren ein über Lautsprecher abgespielter Mobiltelefon-Klingelton mit der Melodie von Für Elise verwendet, um das Kommen eines Tuk-Tuks anzukündigen, aus dem heraus morgens und am Nachmittag Brot und andere Backwaren verkauft werden. Kindern in Sri Lanka ist die Melodie als Choon-Paan-Musik (übersetzt etwa „Musik-Brot“-Musik) bekannt und wird mit Brot assoziiert. Das Konzept ähnelt der musikalischen Ankündigung eines Eisverkaufswagens in anderen Teilen der Welt.